# Cyrtoclytus matsumotoi
Cyrtoclytus matsumotoi là một loài bọ cánh cứng trong họ Cerambycidae.